# Земская почта Прилукского уезда
Зе́мская по́чта Прилу́кского уе́зда — земская почта, организованная земской управой Прилукского уезда Полтавской губернии. Земская почта Прилукского уезда существовала с 1878 года. В уезде выпускались собственные земские почтовые марки.

## История почты
Прилукская уездная земская почта была открыта в 1878 году. Пересылка почтовых отправлений осуществлялась из уездного центра (города Прилуки) в волостные правления. Оплата доставки частных почтовых отправлений производилась земскими почтовыми марками номиналом 5 копеек.

## Выпуски марок

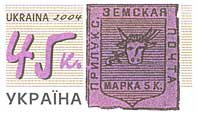
Почтовая марка Украины, посвящённая 125-летию Прилукской земской почты, 2004 г.

Выпущенная в 1879 году первая прилукская земская почтовая марка была номиналом 5 копеек. Печать марок производилась в частной типографии. Все выпущенные марки были без зубцов. Рисунок марок был однотипным с изображением герба Прилукского уезда.

## Гашение марок
Гашение марок осуществлялось чернилами (перечёркиванием).